# Winnie l'ourson (livre)
 (février 2018).
Si vous disposez d'ouvrages ou d'articles de référence ou si vous connaissez des sites web de qualité traitant du thème abordé ici, merci de compléter l'article en donnant les références utiles à sa vérifiabilité et en les liant à la section « Notes et références ».
Pour les articles homonymes, voir Winnie l'ourson.
Winnie l'ourson: Histoire d'un ours-comme-ça est le premier volume des histoires de Winnie l'ourson, écrit par Alan Alexander Milne et paru en 1926. Il est suivi par Winnie l'Ourson: La Maison d'un ours-comme-ça. Le livre se concentre sur les aventures d'un ours en peluche appelé Winnie l'ourson, et de ses amis : Cochonnet, Hi-han, Christophe Robin, Hibou et Lapin. Les personnages de Kangou et Rou sont introduits un peu plus loin dans le chapitre intitulé In Which Kanga and Baby Roo Come to the Forest and Piglet has a Bath (En français : Dans lequel Kangou et le petit Rou arrivent dans la Forêt, et Cochonnet prend un bain). Le personnage de Tigrou n'arrivera que par la suite, dans le second volume.
Le livre a été traduit en français par Jacques Papy en 1946, sous le titre Histoire d'un ours comme ça. Les noms des personnages sont différents de la traduction de Disney, mais Winnie l'ourson (Winnie-le-Pouh) et Tigrou (Tigre) reprennent leurs noms de Disney dans les rééditions.
En 1962, le livre a été rétraduit par Pierre Martin, avec des illustrations de Noëlle Lavaivre, et édité dans la Bibliothèque rose d'Hachette, sous le titre Le meilleur des ours. Dans cette version, tous les personnages ont les memes noms que dans la version de Disney, sauf Winnie, qui est devenu Plic-en-Peluche. Cette traduction n'est plus éditée.
Des parties du livre ont été adaptées à partir d'histoires déjà publiées. Le premier chapitre, par exemple, a été adapté de The Wrong Sort of Bees, une histoire publiée dans le London Evening News (en) dans son numéro de la veille de Noël 1925. Les chapitres du livre peuvent être lus indépendamment des uns des autres, car il n'y a pas d'intrigue principale. En 2003, le livre Winnie l'ourson atteint la 7e place de l'enquête The Big Read de la BBC.

## Chapitres
1. Dans lequel nous sommes présentés à Winnie l'ourson et à quelques abeilles et l'histoire commence.
2. Dans lequel Winnie l'Ourson va faire une visite et se met dans une situation difficile.
3. Dans lequel Winnie et Cochonnet vont à la chasse et sont sur le point d'attraper une Bilotte.
4. Dans lequel Hi-han perd sa queue et Winnie en trouve une.
5. Dans lequel Cochonnet rencontre un Éphalent.
6. Dans lequel Hi-han fête son anniversaire et reçoit deux cadeaux.
7. Dans lequel Kangou et le petit Rou arrivent dans la Forêt, et Cochonnet prend un bain.
8. Dans lequel Christophe Robin dirige une expotition[2] en Gaule.
9. Dans lequel Cochonnet est entièrement entouré d'eau.
10. Dans lequel Christophe Robin donne une réception en l'honneur de Winnie, et nous faisons nos adieux.